# Hamilton O. Smith
Hamilton O. Smith (Nueva York, 23 de agosto de 1931) es un científico estadounidense.
Estudia Matemáticas en las universidades de Illinois y Berkeley, posteriormente estudia Medicina en la Universidad Johns Hopkins, de Baltimore.
Se dedica fundamentalmente a la investigación en biología molecular, en el Departamento de Investigación de la Universidad de Míchigan y Departamento de Microbiología de la Universidad Johns Hopkins, en donde trabaja con Daniel Nathans. En 1975 se traslada a trabajar en el Laboratorio de Biología Molecular de la Universidad Politécnica de Zúrich.
Smith confirma las teorías de Werner Arber al descubrir una enzima de restricción producida por la bacteria Haemophilus influenzae.
En 1978 obtiene el Premio Nobel de Fisiología o Medicina compartido con Werner Arber y Daniel Nathans.
Desde 1998 es director del departamento de investigaciones sobre el ADN de Celera Genomics Corporation, y en ese contexto ha tenido una intervención fundamental en el descubrimiento y la difusión del mapa del genoma humano. Es miembro de la Academia Nacional de Ciencias de Estados Unidos, de la Sociedad Americana de Microbiología y de la de Química Biológica.